# Emiraat Córdoba
Het emiraat Córdoba (Arabisch: إمارة قرطبة, Imārah Qurṭuba) was een onafhankelijk emiraat dat bestond tussen 756 en 929. De hoofdstad van het emiraat was Córdoba in Andalusië.

## Geschiedenis
Nadat de Omajjaden tussen 711 en 718 een deel van het Iberisch Schiereiland hadden veroverd, werd dit een provincie van het kalifaat van de Omajjaden. De bestuurder van deze provincie kreeg van de kalief in Damascus de titel van wali of emir.
In 750 werd de Omajjadendynastie in Damascus vervangen door de Abbasiden. De Omajjadenprins Abd al-Rahman I was zes jaar op de vlucht en belandde uiteindelijk in Córdoba, waar hij en zijn opvolgers een onafhankelijke dynastie vormden. Abd al-Rahman versloeg de islamitische vorsten in de regio, die het tegen hem opnamen. Op deze manier verenigde hij verschillende lokale heersers die daarna als vazallen onder zijn emiraat vielen. Het duurde meer dan vijfentwintig jaar voordat Abd al-Rahman Al-Andalus volledig onderworpen had.
De volgende anderhalve eeuw bleven zijn nakomelingen emirs van het emiraat Córdoba. Zij bestuurden naast de stad in naam ook de rest van Al-Andalus en soms ook westelijke delen van Noord-Afrika. De emirs hadden nooit het volledige Iberisch Schiereiland in handen, omdat in het uiterste noorden christelijke marken bleven bestaan. De werkelijke macht van de emir van Córdoba wisselde bovendien sterk en hing af van de competentie van individuele heersers. De zwakke emir Abd Allah ibn Mohammed beheerste rond 900 enkel het gebied rond de stad Córdoba zelf.
Toen deze emir in 912 door zijn kleinzoon Abd al-Rahman III werd opgevolgd, stond het emiraat er slecht voor. Abd al-Rahman III wist het centraal gezag echter te herstellen, zowel op het Iberisch Schiereiland als in het noorden van Afrika. In een poging een einde te maken aan de opstanden die het Iberisch Schiereiland plaagden, riep Abd al-Rahman III zichzelf in 929 uit tot kalief, waarmee het kalifaat Córdoba een feit was. De islamitische wereld kende op dat moment al twee kaliefen: naast de Abassidische kalifaat in Bagdad maakten ook de sjiitische Fatimiden in Tunis aanspraak op de titel.

## Heersers
| regeerperiode | naam                   | opmerking                                                             |
| ------------- | ---------------------- | --------------------------------------------------------------------- |
| 756-788       | Abd al-Rahman I        | Hij was een kleinzoon van de Omajjadenkalief Hisham ibn Abd al-Malik. |
| 788-796       | Hisham I               |                                                                       |
| 796-822       | Al-Hakam I             |                                                                       |
| 822-852       | Abd al-Rahman II       |                                                                       |
| 852-886       | Mohammed I             | De stad Madrid werd onder zijn bewind gesticht.                       |
| 886-888       | Al-Mundhir             |                                                                       |
| 888-912       | Abd Allah ibn Mohammed |                                                                       |
| 912-929       | Abd al-Rahman III      | Veranderde het emiraat naar het kalifaat.                             |